# Charles-Henry Hirsch
Pour les articles homonymes, voir Charles Hirsch.
Charles-Henry Hirsch est un poète, romancier et dramaturge français. Né à Paris le 18 avril 1870, il y est décédé le 16 décembre 1948.

## Biographie
Fils de Herman Hirsch, homme de lettres, et d'Elise-Catherine Charnault, il devient bachelier ès lettres.
Dès 1891, il collabore au Mercure de France dont il devient responsable des rubriques littéraires et artistiques (1899-1916). Il collabore aussi au journal Le Matin, à Excelsior, au Journal, au Petit Parisien. 
Durant la première guerre mondiale, il est attaché au cabinet du secrétaire d'État aux Inventions (dont les titulaires sont Paul Painlevé puis Jules-Louis Breton). Fait chevalier de la Légion d'honneur en 1919, il est décoré par J. H. Rosny aîné. Déjà proposé en 1913, le conseil de l'Ordre avait émis un avis négatif au motif suivant : "Refusé pour titres insuffisants (en raison du caractère immoral de son œuvre)"... 
Promu officier de la Légion d'honneur en 1925, il est alors décoré par Georges de Porto-Riche.
Ami de Paul Fort, il lance avec lui et Edmond Pilon le Livre d'Art. Il est souvent cité dans le Journal de l'impitoyable Paul Léautaud. Celui-ci émet sur l'homme et son œuvre une opinion très positive, puis de moins en moins, jusqu'à l'affaire de Monsieur Batule et ses amis (Mercure de France, 1er mai 1939).
Il écrivit un grand nombre de romans populaires. Il a aussi été un important militant du naturisme. En 1910, il fut un des grands défenseurs des Fleurs du mal de Baudelaire.
Il est aujourd'hui essentiellement connu comme l'auteur du scénario du film Cœur de lilas (1931) avec Jean Gabin.

## Œuvre

Publicité pour le Crime de Potru, soldat

- Légendes naïves, Girard, 1894, lire en ligne sur Gallica
- Priscilla (poème), Mercure de France, 1895, lire en ligne sur Gallica
- Yvelaine (poème), Mercure de France, 1897, lire en ligne sur Gallica
- Lettre de Nathanaël à André Gide, L'Ermitage, 1897
- La Possession (roman), Mercure de France, 1899
- La Vierge aux tulipes (roman), Mercure de France, 1901
- De Mademoiselle de Maupin à Claudine, 1902
- Héros d'Afrique (roman), Charpentier & Fasquelle, 1903
- Eva Tumarche et ses amis. Mœurs contemporaines, Charpentier & Fasquelle, 1903
- Pantins et ficelles, Librairie universelle, 1904
- La Demoiselle de comédie, Charpentier & Fasquelle, 1904
- Le Tigre et Coquelicot, Librairie universelle, 1905
- Les Disparates : la Fin de Salomé, la Liaison de Properce, le Brelan de la maréchale, le Capitaine Bapaume, Treize jours de gloire, Fasquelle, 1906
- Les Châteaux de sable (roman), Charpentier & Fasquelle, 1907
- Poupée fragile (roman), Flammarion, 1907
- Treize jours de gloire (roman), Librairie mondiale, 1907
- Nini Godache (roman), Charpentier & Fasquelle, 1908
- Un vieux bougre (roman), Charpentier & Fasquelle, 1908, lire en ligne sur Gallica
- Les Émigrants (drame), 1909
- Des hommes, des femmes, des bêtes (contes), Charpentier & Fasquelle, 1910
- Pantins et Fichelles, 1910, Librairie universelle, 1910, lire en ligne sur Gallica
- Le Crime de Potru soldat, Arthème Fayard (collection Les inédits de Modern-Bibliothèque), publié en "édition définitive" chez Flammarion en 1919 sous le titre raccourci de Le Crime de Potru.
- Amaury d'Ornières (roman), Charpentier & Fasquelle, 1911
- L'Amour en herbe (roman), Charpentier & Fasquelle, 1911
- Parfieu et Martin, Charpentier & Fasquelle, 1911
- La Ville dangereuse, La Renaissance du livre, 1911
- Dame Fortune (roman), Charpentier & Fasquelle, 1912
- Le Sang de Paris (roman), Charpentier & Fasquelle, 1912 (paru sous forme de roman-feuilleton dans Le Journal du 20 juillet 1912 au 24 octobre 1912)
- Saint-Vallier (roman), Charpentier & Fasquelle, 1913
- Racaille et Parias (récits), Charpentier & Fasquelle, 1914, lire en ligne sur Gallica
- Mariée en 1914, Flammarion, 1916
- Chacun son devoir (roman), Flammarion, 1916
- La Grande Capricieuse (roman), Flammarion, 1917
- Le Cœur de Poupette (roman), Flammarion, 1918
- « Petit » Louis boxeur (roman), Flammarion, 1918
- Le Craquement. Histoire d'un ménage désuni par la guerre (roman), Flammarion, 1919
- La Chèvre aux pieds d'or (roman), Flammarion, 1920
- Auprès de ma blonde (conte), Flammarion, 1921
- Sur le banc (comédie en un acte), 1921
- Cœur de lilas (avec Tristan Bernard) (drame), 1921
- La Danseuse rouge (pièce en quatre actes), Stock, 1922
- L'Enchaînement (roman), Flammarion, 1922
- Eva Tumarche, baronne (roman), Flammarion, 1922
- Mimi Bigoudis (roman), Flammarion, 1922, lire en ligne sur Gallica
- Les Nomades (nouvelle), 1923
- Voyage de noces (roman), Fayard, 1924
- Goulois a bon cœur (comédie en un acte), 1925
- Un aimable voleur (nouvelle), œuvres libres, 1925
- Une belle garce (roman), 1925
- La Marieuse (roman), Rasmussen, 1925
- La Passion de Bouteclou (roman), Flammarion, 1925
- Marie Plaisir (roman), Flammarion, 1926
- Le Cœur de Poupette (roman), Flammarion, 1926, lire en ligne sur Gallica
- Confession d'un voleur (roman), Flammarion, 1927
- Les Détours de la vie (nouvelle), 1927
- L'Affaire Sauvenir, (roman), Flammarion, 1928
- Les Jalouses (roman), Flammarion, 1928
- Doit et Avoir (roman), Flammarion, 1929
- Le Dominateur (pièce en trois actes), 1929
- La Puissance du souvenir (nouvelle), 1929
- La Vie au galop (roman), Flammarion, 1930
- L'Homme aux sangliers, Éditions des Portiques, 1931
- Les Rouchard (roman), Éditions des Portiques, 1932
- Les Arrivées (roman), Taillandier, 1933
- La Peau de chamois, Éditions de France, 1934
- L'Apôtre Judas (roman), Mercure de France, 1936
- L'Instinct profond, Mercure de France, 1938
- L’Œil du ministre, Mercure de France, 1938
- Margot-la-Marine (roman), Mercure de France, 1939